# یواس‌اس واکس‌ساو (ای‌ان-۹۱)
یواس‌اس واکس‌ساو (ای‌ان-۹۱) (به انگلیسی: USS Waxsaw (AN-91)) یک کشتی بود که طول آن ۱۶۸' ۶" بود. این کشتی در سال ۱۹۴۴ ساخته شد.